# میگوئل نایدورف
میگوئل نایدورف (لهستانی: Miguel Najdorf; زاده ۱۵ آوریل ۱۹۱۰ – درگذشته ۴ ژوئیهٔ ۱۹۹۷) استادبزرگ شطرنج لهستانی-آرژانتینی بود. او از چهره‌های مطرح شطرنج در دهه‌های ۱۹۴۰ و ۱۹۵۰ میلادی به‌شمار می‌رفت و دگرش نایدورف که از محبوبترین گشایش‌ها در شطرنج است، از نام او گرفته شده‌است.